# 特内里费巨龟
特内里费巨龟（學名：Geochelone burchardi） 是一種陸龜科象龜屬的生物，加那利群岛特内里费岛特有物种。这种乌龟体型较大，类似于目前一些海岛上发现的乌龟（如太平洋科隆群岛和印度洋塞舌尔群岛）。最早的遗骸埃内斯特·阿尔见于1926年特内里费岛，可追溯至中新世。一般认为这种乌龟在该岛上一直存在到更新世晚期，后因火山活动而灭绝。

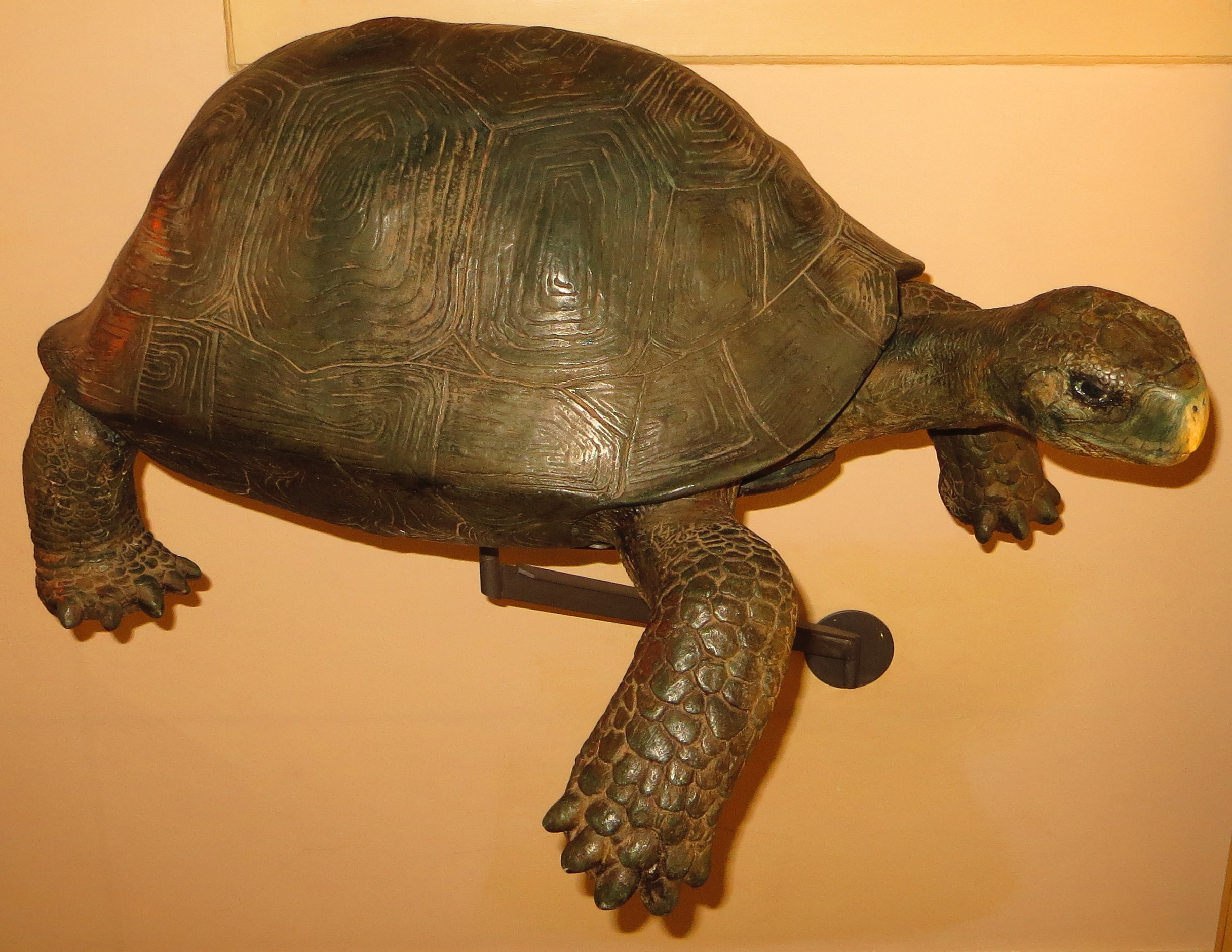
复原模型